# Charles Bance
Pour les articles homonymes, voir Bance.
Charles Bance, dit Bance jeune, né le 27 avril 1771 à Claville et mort le 20 janvier 1863 à Paris 3e, est un graveur, éditeur et marchand d'estampes français.

## Biographie
Charles Bance est le fils de Charles Bance et de Marie Anne Grandhomme ; il a un frère, Jacques-Louis Bance, dit « Bance aîné » et également graveur, éditeur et marchand d'estampes.
Graveur, il installe son atelier rue Saint-Séverin, non loin de son frère ainé qui se lance dans le marché de l'estampe.
Il épouse Thérèse Firmin.
À la mort de son frère, en 1847, son fils lui succédant dans son affaire, en association avec lui, rue J. J. Rousseau nº 10.
Prospère, il achète, en 1820, une deuxième boutique 15, rue Portefoin, qui devient son établissement principal. À l’issue de ses obsèques, en l’église Saint-Jean-Saint-François, il a été inhumé le 23 janvier au cimetière du Père-Lachaise.

## Hommages
La place Bance de sa ville natale a été ainsi nommée en 1847 pour honorer son legs d’une rente annuelle aux enfants nécessiteux.

## Éditions
- La Cuisine des Cosaques, Paris, 1770-1870, gravure à l'eau-forte, coloriée (OCLC 764082607=, lire en ligne sur Gallica).